# Andrzej Malanowski
Andrzej Malanowski (ur. 4 października 1940 w Mławie, zm. 25 lipca 2010 w Warszawie) – polski prawnik, nauczyciel akademicki, działacz opozycji w okresie PRL.

## Życiorys
W 1952 tworzył i dystrybuował ulotki przeciwko m.in. Józefowi Stalinowi, za co został wykluczony ze szkoły. W 1964 został absolwentem studiów prawniczych na Uniwersytecie Warszawskim. W 1970 uzyskał stopień naukowy doktora. Od 1964 do 1988 był pracownikiem naukowym Wydziału Prawa i Administracji UW. Specjalizował się w zagadnieniach z zakresu prawa pracy.
Od 1966 do 1982 należał do Polskiej Zjednoczonej Partii Robotniczej, był m.in. I sekretarzem na WPiA oraz członkiem komitetu uczelnianego. Działał również w Związku Nauczycielstwa Polskiego. W 1980 uczestniczył w strukturach poziomych PZPR.
Po wprowadzeniu stanu wojennego współpracował z opozycją m.in. jako członek niejawnej grupy związkowej ZNP. Sygnował różne apele i oświadczenia, publikował w wydawnictwach drugiego obiegu i zajmował się ich kolportażem. Pod pseudonimem „Andrzej Torf” w wydawnictwie Unia wydał w 1984 publikację pt. Prawo pracy w PRL po zniesieniu stanu wojennego. W 1986 współtworzył wydawane do 1988 podziemne pismo „Nowy Ton”. W 1987 dołączył do reaktywowanej w Polsce Polskiej Partii Socjalistycznej. Do PPS należał do 1991, pełniąc m.in. funkcję sekretarza rady naczelnej. Za swoją działalność represjonowany, m.in. zatrzymywany i przesłuchiwany. W 1988 dołączył do Komitetu Obywatelskiego przy Lechu Wałęsie.
Pod koniec lat 80. pozostawał bez stałego zatrudnienia. Po przemianach politycznych pracował jako urzędnik w Głównym Urzędzie Ceł, dziennikarz w „Nowej Europie”, następnie przez kilkanaście lat do 2006 na dyrektorskim stanowisku w Biurze Rzecznika Praw Obywatelskich. W latach 1992–1995 działał w Unii Pracy. Od 2001 wykładał w Szkole Wyższej im. Pawła Włodkowica w Płocku, w której zajmował stanowisko docenta.
W 2007 odznaczony Krzyżem Kawalerskim Orderu Odrodzenia Polski. W 2002 otrzymał Złoty Krzyż Zasługi.